# Wspólnota administracyjna Salzwedel-Land
Wspólnota administracyjna Salzwedel-Land (niem. Verwaltungsgemeinschaft Salzwedel-Land) – była wspólnota administracyjna w Niemczech, w kraju związkowym Saksonia-Anhalt, w powiecie Altmarkkreis Salzwedel. Siedziba wspólnoty znajdowała się w mieście Salzwedel.
Wspólnota administracyjna zrzeszała dziewięć gmin wiejskich: 
- Badel
- Fleetmark
- Jeggeleben
- Mechau
- Rademin
- Steinitz
- Vissum
- Wieblitz-Eversdorf
- Zethlingen

1 stycznia 2011 wspólnota administracyjna została rozwiązana. Gminy Wieblitz-Eversdorf i Steinitz przyłączono do miasta Salzwedel. Gminy Mechau, Vissum, Rademin i Fleetmark przyłączono do miasta Arendsee (Altmark). Natomiast gminy Jeggeleben, Badel i Zethlingen przyłączono do miasta Kalbe (Milde)